# Japan-Air-Lines-Flug 350
Am 9. Februar 1982 stürzte eine Douglas DC-8 auf dem Japan-Air-Lines-Flug 350 beim Landeanflug auf den Flughafen Tokio-Haneda ab. Ursache war das Verhalten des psychisch labilen Kapitäns Seiji Katagiri, der das Flugzeug in pilotensuizidaler Absicht abstürzen ließ.

## Flugzeug
Die Douglas DC-8-61 der Japan Air Lines war zum Zeitpunkt des Absturzes 15 Jahre alt. Im Cockpit saßen Kapitän Seiji Katagiri, Kopilot Yoshifumi Ishikawa und der Flugingenieur Yoshimi Ozaki.

## Verlauf
Nach knapp einer Stunde Flugzeit begannen die Piloten um 08:22 Uhr mit dem Sinkflug Richtung Flughafen Haneda. Gegen 08:35 Uhr bekamen die Piloten vom Fluglotsen die Freigabe für den ILS-Anflug auf Landebahn 33R. Um 08:43:25 Uhr meldete der Kopilot eine Höhe von 500 Fuß, aber Kapitän Katagiri reagierte nicht, obwohl er laut Vorschrift mit „stabilisiert“ hätte antworten müssen. Um 08:44:01 Uhr, in einer Höhe von 164 Fuß und mit einer Geschwindigkeit von 130 Knoten, stellte Katagiri den Autopiloten aus, stellte die beiden inneren der vier Triebwerke auf Schubumkehr und drückte den Steuerknüppel nach vorne. Der Kopilot versuchte noch, die DC-8 nach oben zu ziehen, konnte das Flugzeug jedoch nicht mehr retten; es schlug im flachen Wasser der Bucht von Tokio auf. Die Nase und die rechte Tragfläche wurden abgerissen. 24 der 174 Personen an Bord starben.

## Nach dem Absturz
Gegen Kapitän Katagiri, der den Absturz überlebte, wurde ein Verfahren eingeleitet. Wegen seines psychischen Zustandes, der bereits von November 1980 bis November 1981 zu einer Beurlaubung geführt hatte, wurde er jedoch für nicht zurechnungsfähig erklärt.